# جمعية مرشدات رومانيا
جمعية مرشدات رومانيا هي المنظمة التوجيهية الوطنية في رومانيا. حركة المرشدات بدأت في رومانيا في عام 1928، تم إعادة تشكيلها في عام 1990 وأصبحت عضوا في الجمعية العالمية للمرشدات وفتيات الكشافة في عام 1993. والمنظمة مختلطة ولديها حوالي 1000 عضوا (اعتبارا من 2008).